# 조지아 해군
조지아 해안경비단은 조지아의 해안 경비를 책임지는 국가기관이며, 규모는 531 명밖에 되지 않는다. 1918년부터 1921년까지, 1991년부터 2009년까지는 조지아 해군(조지아어 : საქართველოს სამხედრო საზღვაო ძალები, 사카르트벨로스 삼케드로-사즈그바오 잘레비)이었다. 2009년에 해군은 공군과 함께 해체되어 지금의 해안경비단으로 축소되었다.